# 何广延
何广延（1973年6月—），男，广东梅县人，中华人民共和国政治人物，中国共产党党员，曾任中共潮州市委副书记，潮州市人民政府党组书记、市长。

## 履历
2008年6月以广东省政府秘书组正处职秘书的职务进入政坛，先后任广东省政府应急办副主任、广东省防汛防风防旱总指挥部办公室副主任、广东省水利厅办公室主任、中共东源县委副书记兼县政府县长、中共东源县委书记、中共河源市委常委兼秘书长、中共惠州市委常委，市政府常务副市长兼党组副书记等要职。
2021年8月到潮州市工作，任中共潮州市委副书记、市政府党组书记、市长，至2022年12月卸任，随后转任广东省水利厅一级巡视员。
2023年6月30日，因为涉嫌严重违纪违法，接受广东省纪委监委纪律审查和监察调查。
2024年3月，何广延严重违纪违法被开除党籍和公职